# Edmundo Fuenzalida Espinoza
Edmundo Fuenzalida Espinosa (Antofagasta, 1 de junio de 1905 - Santiago, 28 de octubre de 1996) fue un periodista, productor cinematográfico, actor, diplomático y político chileno.

## Biografía

### Vida familiar y estudios
Nació en Antofagasta el 1 de junio de 1905, hijo de Zoila Espinosa Escudero y Óscar Fuenzalida Cerda.
Casado en primeras nupcias, en Antofagasta el 3 de septiembre de 1930, con Rebeca Faivovich, matrimonio del cual nacieron 2 hijos: Mónica y Edmundo Fabio. Casado en segundas nupcias, en La Reina, Santiago, el 2 de febrero de 1973, con Graciela Bade Vergara.
Estudió en el Liceo de Tacna desde 1913 a 1918. Culminó sus estudios secundarios en el Instituto Nacional, en Santiago, entre 1918 y 1920. Luego, ingresó a la Facultad de Derecho de la Universidad de Chile. En 1922, debió dejar los estudios tras las muerte de su padre y regresó a Antofagasta a hacerse cargo de la Imprenta y Diario “El Industrial”, ambos de propiedad de su familia.

### Periodista, productor y actor de cine
En 1925, se trasladó a Tacna y fundó el periódico "El Pacífico", el cual apoyaba la causa chilena en plebiscito previsto para decidir sobre la soberanía de las provincias de Tacna y Arica entre Chile y Perú. Como éste no se llevó a cabo, retornó a Antofagasta a continuar con el periodismo.
En 1926, fundó junto al empresario artístico Alberto Santana la compañía cinematográfica Vita Films, con la cual produce cuatro películas mudas: Bajo dos banderas, Cocaína, Los Cascabeles de Arlequín y Madres solteras. En ellas, Fuenzalida también realizó labores de intérprete.
El dispar éxito de sus producciones motivó el cierre de Vita Films y la separación de sus socios. Fuenzalida se trasladó a Santiago a trabajar como redactor de los diarios La Nación y El Debate.

### Carrera política
En 1932, fue elegido diputado por la Segunda Agrupación Departamental de Tocopilla, El Loa, Antofagasta y Taltal, en representación del Partido Liberal. Integró la Comisión de Educación Pública.
Fue reelegido diputado por la misma agrupación en 1937. Fue primer vicepresidente de la Cámara, desde el 22 de mayo de 1935 al 15 de mayo de 1937, y presidente provisional, entre el 15 y el 24 de mayo de 1937. Integró las comisiones de Educación Pública ; Relaciones Exteriores; Constitución, Legislación y Justicia; Hacienda; y Trabajo y Legislación Social.
En 1938, ocupó la vicepresidencia del PL e integró la Asamblea Liberal de Santiago.

### Carrera diplomática
Tras dejar la actividad parlamentaria, ingresó al servicio exterior chileno. Fue Cónsul en Milán, Italia (1948-1951) y en Bilbao, España (1951-1953). En 1953, regresó a Chile para ocupar el cargo de jefe del Departamento de Coordinación del Ministerio de Relaciones Exteriores, hasta 1957.
Posteriormente fue embajador en Guatemala (1959-1961), en Austria (1961-1962, donde también fue representante permanente del gobierno chileno ante el Organismo Internacional de Energía Atómica), en Uruguay (1963-1964) y finalmente, en Suiza (1965-1967), retirándose en marzo de 1967.
Tras la dejar la carrera diplomática, se mantuvo alejado de la política hasta 1991, cuando ocupó entre agosto y octubre la presidencia del partido Democracia Nacional de Centro.
Falleció en Santiago el 28 de octubre de 1996. Poco antes de morir, viajó a Antofagasta para participar en forma protagónica en el documental Antofagasta, el Hollywood de Sudamérica (2002), dirigido por Adriana Zuanic.